# Melanchra japonibia
Melanchra japonibia là một loài bướm đêm trong họ Noctuidae.